# TuS Bersenbrück
Der TuS Bersenbrück (offiziell: Turn- und Sportverein Bersenbrück von 1895 e. V.) ist ein Sportverein aus Bersenbrück im Landkreis Osnabrück. Die erste Fußballmannschaft qualifizierte sich zweimal für den DFB-Pokal und spielt seit 2016 in der Oberliga Niedersachsen. Die Volleyballmannschaft spielte in den 1970er Jahren für eine Saison in der 2. Bundesliga.

## Geschichte
Im Jahre 1938 fusionierten der im Jahre 1895 gegründete Turnverein Bersenbrück mit dem im Jahre 1919 entstandenen Sportverein Pax Bersenbrück zum VfL Bersenbrück. Nachdem der VfL am Ende des Zweiten Weltkrieges verboten wurde, kam es am 22. August 1945 zur Gründung des heutigen Turn- und Sportvereins Bersenbrück von 1895. Neben Fußball und Volleyball bietet der TuS Bersenbrück noch Basketball, Boxen, Breitensport, Leichtathletik, Radsport, Schwimmen, Sportabzeichen und Turnen an.

## Fußball

### Geschichte
Die erste Fußballmannschaft spielte bis weit in die 1960er Jahre lediglich auf Kreisebene. 1966 gelang der Aufstieg in die Bezirksklasse, wo sich die Mannschaft für vier Jahre halten konnte. Eine 0:6-Niederlage gegen den VfL Lintorf im Entscheidungsspiel gegen den Abstieg besiegelte seinerzeit den Gang in die Kreisliga. Es dauerte bis 1977 ehe die Bersenbrücker erneut in die Bezirksklasse aufsteigen konnten. Zwei Jahre später folgte als Meister der Aufstieg in die Bezirksliga. In der Bezirksliga kam die Mannschaft nicht über Mittelmaß hinaus und stieg 1986 wieder in die Bezirksklasse ab. Ein Jahr später gelang der direkte Wiederaufstieg, dem 1989 der Durchmarsch in die Bezirksoberliga Weser/Ems folgte. Dort wurde der TuS unter Trainer Klaus Berger auf Anhieb Vizemeister hinter dem SV Olympia Laxten. Gleichzeitig gewann die Mannschaft durch ein 3:2 im Elfmeterschießen gegen die Sportfreunde Ricklingen den Niedersachsenpokal. Nach 120 torlosen Minuten vor 2500 Zuschauern im eigenen Stadion konnte TuS-Torhüter Hubert Wessel zwei Elfmeter parieren. 
Wenige Tage folgte die Aufstiegsrunde zur Landesliga. Zunächst besiegte der TuS in Leese den Wolfenbütteler SV mit 9:8 im Elfmeterschießen, ehe die Bersenbrücker durch einen 2:1-Sieg über Sparta Langenhagen in Steimbke den Aufstieg perfekt machten. Bernd Sander drehte mit seinen zwei Toren den zwischenzeitlichen Rückstand. Durch den Sieg im Niedersachsenpokal qualifizierte sich der TuS für den DFB-Pokal, wo die Mannschaft in der ersten Runde auf Hannover 96 traf. Die Hannoveraner gewannen vor 3500 Zuschauern mit 4:0. Im Jahre 1994 gelang der Aufstieg in die Niedersachsenliga West, wo 1997 der fünfte Platz erreicht wurde. Ein Jahr später folgte der Abstieg in die Landesliga Weser/Ems, ehe nach mehreren Jahren im Mittelfeld dann 2001 der Wiederaufstieg in die Niedersachsenliga gelang. Drei Abstiege in Folge führten die Bersenbrücker im Jahre 2005 in die Bezirksklasse. Dort konnte sich die Mannschaft nach einer Ligenreform für die Bezirksliga Weser/Ems, Gruppe 5 qualifizieren. Im Jahre 2015 wurde der TuS Meister der Bezirksliga und stieg in die Landesliga auf. 
In der folgenden Saison 2015/16 wurden die Bersenbrücker erneut Meister und stiegen in die Oberliga Niedersachsen auf. In der Oberligasaison 2017/18 spielte der TuS erneut um die Meisterschaft mit. Auf eine Lizenz für die Regionalliga Nord wurde jedoch aus finanziellen und infrastrukturellen Gründen verzichtet. 2019 erreichten die Bersenbrücker das Endspiel um den Niedersachsenpokal der Amateure. Dieses wurde gegen den Ligarivalen SV Atlas Delmenhorst mit 2:3 verloren, wodurch eine erneute Teilnahme am DFB-Pokal verpasst wurde. Während der Vorbereitung zur Saison 2020/21 musste der Verein den Tod des Co-Trainers Emil Jula verkraften. Im September 2020 trat Trainer Farhat Dahech aus gesundheitlichen Gründen zurück. Sein Nachfolger Björn Joppe wurde bereits nach fünf Spielen wieder entlassen. Die Saison 2022/23 beendeten die Bersenbrücker auf Platz vier. Darüber hinaus gewann die Mannschaft den Niedersachsenpokal der Amateure 2023 durch einen 3:0-Finalsieg vor 3000 Zuschauern gegen den SC Spelle-Venhaus. In der ersten Runde des DFB-Pokals 2023/24 verloren die Bersenbrücker mit 0:7 gegen Borussia Mönchengladbach vor 15.741 Zuschauern an der Bremer Brücke in Osnabrück.
In der Oberliga-Saison 2023/24 wurde die Mannschaft Vizemeister hinter Kickers Emden, scheiterte aber in der Relegation nach Hin- und Rückspiel am SC Weiche Flensburg 08.

### Erfolge
- Aufstieg in die Oberliga Niedersachsen: 2016
- Meister der Landesliga Weser-Ems: 2001, 2016
- Meister der Bezirksliga Weser-Ems: 1989 (Staffel Süd), 2015 (Staffel 5)
- Teilnahme am DFB-Pokal: 1990/91, 2023/24
- Niedersachsenpokalsieger: 1990, 2023 (Amateure)
- Bezirkspokalsieger Weser-Ems: 1990, 1996[8]

### Statistik
Grün unterlegte Platzierungen kennzeichnen einen Aufstieg, rot unterlegte einen Abstieg.
| Spielzeit | Liga                          | Level | Platz |
| --------- | ----------------------------- | ----- | ----- |
| 1977/78   | Bezirksklasse Osnabrück-Mitte | VII   | 09.   |
| 1978/79   | Bezirksklasse Osnabrück-Mitte | VII   | 01.   |
| 1979/80   | Bezirksliga Weser/Ems-Süd 1   | VII   | 12.   |
| 1980/81   | Bezirksliga Weser/Ems-Süd     | VII   | 08.   |
| 1981/82   | Bezirksliga Weser/Ems-Süd     | VII   | 08.   |
| 1982/83   | Bezirksliga Weser/Ems-Süd     | VII   | 14.   |
| 1983/84   | Bezirksliga Weser/Ems-Süd     | VII   | 12.   |
| 1984/85   | Bezirksliga Weser/Ems-Ost     | VII   | 08.   |
| 1985/86   | Bezirksliga Weser/Ems-Süd     | VII   | 14.   |
| 1986/87   | Bezirksklasse Weser/Ems 7     | VIII  | 01.   |
| 1987/88   | Bezirksliga Weser/Ems-Süd     | VII   | 06.   |
| 1988/89   | Bezirksliga Weser/Ems-Süd     | VII   | 01.   |
| 1989/90   | Bezirksoberliga Weser/Ems     | VI    | 02. 2 |
| 1990/91   | Landesliga West               | V     | 11.   |
| 1991/92   | Landesliga West               | V     | 13.   |
| 1992/93   | Landesliga West               | V     | 13.   |

| Spielzeit | Liga                      | Level | Platz |
| --------- | ------------------------- | ----- | ----- |
| 1993/94   | Landesliga West           | V     | 12.   |
| 1994/95   | Niedersachsenliga West    | V     | 11.   |
| 1995/96   | Niedersachsenliga West    | V     | 07.   |
| 1996/97   | Niedersachsenliga West    | V     | 05.   |
| 1997/98   | Niedersachsenliga West    | V     | 14.   |
| 1998/99   | Landesliga Weser/Ems      | VI    | 04.   |
| 1999/2000 | Landesliga Weser/Ems      | VI    | 06.   |
| 2000/01   | Landesliga Weser/Ems      | VI    | 01.   |
| 2001/02   | Niedersachsenliga West    | V     | 06.   |
| 2002/03   | Niedersachsenliga West    | V     | 16.   |
| 2003/04   | Landesliga Weser/Ems      | VI    | 14.   |
| 2004/05   | Bezirksliga Weser/Ems-Süd | VII   | 13.   |
| 2005/06   | Bezirksklasse Weser/Ems 5 | VIII  | 07.   |
| 2006/07   | Bezirksliga Weser/Ems 5 3 | VII   | 09.   |
| 2007/08   | Bezirksliga Weser/Ems 5   | VII   | 08.   |
| 2008/09   | Bezirksliga Weser/Ems 5   | VII   | 07.   |

| Spielzeit | Liga                    | Level | Platz |
| --------- | ----------------------- | ----- | ----- |
| 2009/10   | Bezirksliga Weser/Ems 5 | VII   | 04.   |
| 2010/11   | Bezirksliga Weser/Ems 5 | VII   | 04.   |
| 2011/12   | Bezirksliga Weser/Ems 5 | VII   | 03.   |
| 2012/13   | Bezirksliga Weser/Ems 5 | VII   | 03.   |
| 2013/14   | Bezirksliga Weser/Ems 5 | VII   | 02.   |
| 2014/15   | Bezirksliga Weser/Ems 5 | VII   | 01.   |
| 2015/16   | Landesliga Weser/Ems    | VI    | 01.   |
| 2016/17   | Oberliga Niedersachsen  | V     | 08.   |
| 2017/18   | Oberliga Niedersachsen  | V     | 05.   |
| 2018/19   | Oberliga Niedersachsen  | V     | 05.   |
| 2019/20   | Oberliga Niedersachsen  | V     | 09.   |
| 2020/21   | Oberliga Niedersachsen  | V     | – 4   |
| 2021/22   | Oberliga Niedersachsen  | V     | 13.   |
| 2022/23   | Oberliga Niedersachsen  | V     | 04.   |
| 2023/24   | Oberliga Niedersachsen  | V     | 02.   |
| 2024/25   | Oberliga Niedersachsen  | V     | 03.   |

### Stadion
Die Fußballer tragen ihre Heimspiele im Hasestadion aus, das 3000 Zuschauern Platz bietet. Namensgeber des Stadions ist die Hase, ein Nebenfluss der Ems, die südlich des Stadions verläuft. Gespielt wird auf Naturrasen. Auf der anderen Seite der Hase liegt noch ein Kunstrasenplatz, der ebenfalls vom TuS Bersenbrück genutzt wird.

### Persönlichkeiten
- Marcos Álvarez
- Alexander Bannink
- Nicolas Eiter
- Henning Grieneisen
- Björn Joppe
- Emil Jula
- Jules Reimerink
- Pascal Schmidt
- Francky Sembolo

## Volleyball
Die Volleyballabteilung wurde im Jahre 1968 gegründet. Bereits zehn Jahre später gelang der Aufstieg in die 2. Bundesliga. Als Drittletzter der Saison 1978/79 mussten die Bersenbrücker direkt wieder absteigen. Mit Bernhard Thole, Thilo von Hagen und Stefan Trienen brachten die Bersenbrücker mehrere Bundesligaspieler hervor. Im Jugendbereich konnte der Verein zwischen 1978 und 1986 viermal die deutsche Meisterschaft erringen.